# Henri Stern
Henri Stern (geboren als Heinrich Stern, * 13. November 1902 in München; † 4. September 1988 in Paris) war ein deutsch-französischer Kunsthistoriker und Archäologe. Bekannt ist er vor allem für seine Forschungen zur Geschichte des Mosaiks.

## Leben
Heinrich Stern stammte aus einer jüdischen Münchner Familie, der Vater Max Stern († 1940) war Mediziner. Er studierte nach dem Abitur in München 1921 ab 1922 Kunstgeschichte in Heidelberg, Leipzig und München. 1929 wurde er bei Wilhelm Pinder in München mit einer Arbeit zur Barockplastik in München promoviert. 1930/31 arbeitete er als wissenschaftlicher Hilfsarbeiter am Residenzmuseum in München als Assistent des Direktors Friedrich Hermann Hofmann und erstellte den Katalog der Schatzkammer der Residenz. Ab 1931 war er wissenschaftlicher Hilfsarbeiter am Bayerischen Nationalmuseum und mit der Katalogisierung der Zinngeräte betraut. Ab Januar 1933 war er Assistent am Kunstgewerbemuseum Frankfurt und wurde am 27. März 1933 als „Nichtarier“ schon vor dem Erlass des Gesetzes zur Wiederherstellung des Berufsbeamtentums entlassen. Daraufhin emigrierte er im April 1933 nach Paris. Hier fand er 1933/34 Arbeit am Musée d’Ethnographie und begann an der École pratique des hautes études bei Gabriel Millet (1867–1953) mit Forschungen zum byzantinischen Mosaik. 1938 wurde er französischer Staatsbürger und erhielt ein Forschungsstipendium des Centre national de la recherche scientifique (CNRS), geplante Grabungen in Syrien und Transjordanien konnten aufgrund des Kriegsbeginns nicht mehr stattfinden. 1939/40 diente er als Soldat in der französischen Armee. Die deutsche Besatzungszeit in Frankreich überlebte er im Untergrund. 
Ab August 1944 arbeitete Henri Stern wieder am CNRS und wandte sich dem Studium der Spätantike und insbesondere des römischen, spätantiken und mittelalterlichen Mosaiks zu. Er entwarf den Plan für ein internationales Corpus der römischen Mosaiken (für Frankreich Recueil général des mosaïques de la Gaule, 1957ff.), begründete 1963 das Colloque international d’étude de la mosaïque antique und 1964 die Association internationale pour l’étude de mosaïque antique (AIEMA), deren Generalsekretär er bis 1984 blieb. Daneben lehrte er zur Geschichte des Mosaiks an der École pratique des hautes études.

## Veröffentlichungen (Auswahl)
- mit Friedrich Hermann Hofmann: Führer durch die Schatzkammer der Münchner Residenz. München 1931.
- Münchner Barockplastik von 1660–1720. In: Münchner Jahrbuch NF 9, 1932, S. 162–210 (Dissertation).
- Le calendrier de 354. Étude sur son texte et ses illustrations. Geuthner, Paris 1953.
- Les mosaïques de la grande mosquee de Cordoue (= Madrider Forschungen 11). De Gruyter, Berlin 1976, ISBN 3-11-002126-9.